# Critérium International 2011
Il Critérium International 2011, ottantesima edizione della corsa e valida come evento del circuito UCI Europe Tour 2011 categoria 2.HC. Si svolse in Corsica su tre tappe dal 26 al 27 marzo 2011 da Porto Vecchio a Porto Vecchio, su un percorso totale di circa 280 km. Fu vinto dal lussemburghese Fränk Schleck che terminò la gara con il tempo di 7 ore 13 minuti e 12 secondi, alla media di 38,88 km/h.
Al traguardo sul Col de l'Ospedale 101 ciclisti completarono la gara.

## Tappe
| Tappa  | Data     | Percorso                          | km  | Vincitore di tappa | Leader cl. generale |
| ------ | -------- | --------------------------------- | --- | ------------------ | ------------------- |
| 1ª     | 26 marzo | Porto Vecchio > Col de l'Ospedale | 198 | Fränk Schleck      | Fränk Schleck       |
| 2ª     | 27 marzo | Porto Vecchio > Porto Vecchio     | 75  | Simon Geschke      | Fränk Schleck       |
| 3ª     | 27 marzo | Porto Vecchio (Cron. individuale) | 7   | Andreas Klöden     | Fränk Schleck       |
| Totale | Totale   | Totale                            | 280 |                    |                     |

## Squadre e corridori partecipanti
| N.    | Cod. | Squadra                       |
| ----- | ---- | ----------------------------- |
| 1-8   | FDJ  | FDJ                           |
| 11-18 | RSH  | Team RadioShack               |
| 21-28 | SKY  | Sky Professional Cycling Team |
| 31-38 | GRM  | Team Garmin-Cervélo           |
| 41-48 | LEO  | Team Leopard-Trek             |
| 51-58 | ALM  | AG2R La Mondiale              |
| 61-68 | EUS  | Euskaltel-Euskadi             |
| 71-78 | MOV  | Movistar Team                 |

| N.      | Cod. | Squadra                     |
| ------- | ---- | --------------------------- |
| 81-88   | VCD  | Vacansoleil-DCM             |
| 91-98   | AST  | Pro Team Astana             |
| 101-108 | EUC  | Team Europcar               |
| 111-118 | SKS  | Skil-Shimano                |
| 121-128 | COF  | Cofidis, le Crédit en Ligne |
| 131-138 | BSC  | Bretagne-Schuller           |
| 141-148 | SAU  | Saur-Sojasun                |
| 151-158 | AUB  | BigMat-Auber 93             |

## Dettagli delle tappe

### 1ª tappa
- 26 marzo: Porto Vecchio > Col de l'Ospedale – 198 km

Risultati
| Pos. | Corridore       | Squadra       | Tempo    |
| ---- | --------------- | ------------- | -------- |
| 1    | Fränk Schleck   | Leopard-Trek  | 5h21'02" |
| 2    | Vasil' Kiryenka | Movistar Team | a 16"    |
| 3    | Rein Taaramäe   | Cofidis       | a 22"    |

| Pos. | Corridore       | Squadra       | Tempo    |
| ---- | --------------- | ------------- | -------- |
| 1    | Fränk Schleck   | Leopard-Trek  | 5h20'52" |
| 2    | Vasil' Kiryenka | Movistar Team | a 20"    |
| 3    | Rein Taaramäe   | Cofidis       | a 28"    |

### 2ª tappa
- 27 marzo: Porto Vecchio > Porto Vecchio – 75 km

Risultati
| Pos. | Corridore      | Squadra        | Tempo    |
| ---- | -------------- | -------------- | -------- |
| 1    | Simon Geschke  | Skil-Shimano   | 1h43'10" |
| 2    | Murilo Fischer | Garmin-Cervélo | s.t.     |
| 3    | Laurent Mangel | Saur-Sojasun   | s.t.     |

| Pos. | Corridore       | Squadra       | Tempo    |
| ---- | --------------- | ------------- | -------- |
| 1    | Fränk Schleck   | Leopard-Trek  | 7h04'02" |
| 2    | Vasil' Kiryenka | Movistar Team | a 20"    |
| 3    | Rein Taaramäe   | Cofidis       | a 28"    |

### 3ª tappa
- 27 marzo: Porto Vecchio – Cronometro individuale – 7 km

Risultati
| Pos. | Corridore       | Squadra        | Tempo |
| ---- | --------------- | -------------- | ----- |
| 1    | Andreas Klöden  | RadioShack     | 8'47" |
| 2    | Bradley Wiggins | Sky Procycling | a 4"  |
| 3    | Jakob Fuglsang  | Leopard-Trek   | a 10" |

| Pos. | Corridore       | Squadra       | Tempo    |
| ---- | --------------- | ------------- | -------- |
| 1    | Fränk Schleck   | Leopard-Trek  | 7h13'12" |
| 2    | Vasil' Kiryenka | Movistar Team | a 13"    |
| 3    | Rein Taaramäe   | Cofidis       | a 30"    |

## Classifiche finali

### Classifica generale - Maglia gialla
| Pos. | Corridore              | Squadra        | Tempo    |
| ---- | ---------------------- | -------------- | -------- |
| 1    | Fränk Schleck          | Leopard-Trek   | 7h13'12" |
| 2    | Vasil' Kiryenka        | Movistar Team  | a 13"    |
| 3    | Rein Taaramäe          | Cofidis        | a 30"    |
| 4    | Alexandre Geniez       | Skil-Shimano   | a 1'14"  |
| 5    | Tiago Machado          | RadioShack     | a 1'15"  |
| 6    | Jean-Christophe Péraud | AG2R La Mond.  | a 1'16"  |
| 7    | Ryder Hesjedal         | Garmin-Cervélo | a 1'19"  |
| 8    | Pierrick Fédrigo       | FDJ            | a 1'23"  |
| 9    | David López García     | Movistar Team  | a 1'25"  |
| 10   | Sergej Lagutin         | Vacansoleil    | s.t.     |

### Classifica a punti
| Pos. | Corridore       | Squadra        | Punti |
| ---- | --------------- | -------------- | ----- |
| 1    | Vasil' Kiryenka | Movistar Team  | 16    |
| 2    | Fränk Schleck   | Leopard-Trek   | 15    |
| 3    | Andreas Klöden  | RadioShack     | 15    |
| 4    | Simon Geschke   | Skil-Shimano   | 15    |
| 5    | Bradley Wiggins | Sky Procycling | 12    |

### Classifica scalatori
| Pos. | Corridore     | Squadra      | Punti |
| ---- | ------------- | ------------ | ----- |
| 1    | Pim Ligthart  | Vacansoleil  | 24    |
| 2    | Renaud Dion   | Bretagne     | 16    |
| 3    | Yukihiro Doi  | Skil-Shimano | 12    |
| 4    | Fränk Schleck | Leopard-Trek | 6     |
| 5    | Jens Voigt    | Leopard-Trek | 6     |

### Classifica a squadre
| Pos. | Squadra             | Tempo     |
| ---- | ------------------- | --------- |
| 1    | Movistar Team       | 21h42'35" |
| 2    | Team Leopard-Trek   | a 4'55"   |
| 3    | Team Garmin-Cervélo | a 5'10"   |
| 4    | Team RadioShack     | a 10'23"  |
| 5    | Saur-Sojasun        | a 10'44"  |

## Evoluzione delle classifiche
| Tappa              | Vincitore          | Classifica generale | Classifica a punti | Classifica scalatori | Classifica giovani | Classifica a squadre |
| ------------------ | ------------------ | ------------------- | ------------------ | -------------------- | ------------------ | -------------------- |
| 1ª                 | Fränk Schleck      | Fränk Schleck       | Fränk Schleck      | Pim Ligthart         | Rein Taaramäe      | Movistar Team        |
| 2ª                 | Simon Geschke      | Fränk Schleck       | Fränk Schleck      | Pim Ligthart         | Rein Taaramäe      | Movistar Team        |
| 3ª                 | Andreas Klöden     | Fränk Schleck       | Vasil' Kiryenka    | Pim Ligthart         | Rein Taaramäe      | Movistar Team        |
| Classifiche finali | Classifiche finali | Fränk Schleck       | Vasil' Kiryenka    | Pim Ligthart         | Rein Taaramäe      | Movistar Team        |